# 天神北町
天神北町（てんじんきたちょう）は、京都市上京区の町名。

## 歴史
明治維新前は上古京下西陣組の天神三町組に属した。

### 地名の由来
水火天満宮（水火天神社）の北に位置するため。なお、水火天満宮は堀川通の拡張に伴って1952年（昭和27年）に現在の場所に移転した。

## 町名
現行公称町名は天神北町。郵便番号は602-0087。

### 地理
上京区の元学区の一つである成逸学区の北部に位置し、北は瑞光院前町、西は新ン町、東は扇町、南は上天神町に接する。

### 通り名
『京都市町通り名一覧表』 (1998)には、以下が挙げられている。表記の意味については「京都市内の通り#住所」を参照。
- 堀川通鞍馬口下る
- 堀川通寺之内上る4丁目

## 人口と世帯数
令和2年国勢調査による2020年10月1日の人口と世帯数は以下のとおり。
| 町名     | 人口 | 世帯数 |
| -------- | ---- | ------ |
| 天神北町 | 27人 | 16世帯 |

## 小・中学校の通学区域
市立小・中学校に通う場合の通学区域は以下のとおり。
| 町名     | 番地 | 小学校                 | 中学校             |
| -------- | ---- | ---------------------- | ------------------ |
| 天神北町 | 全域 | 京都市立西陣中央小学校 | 京都市立烏丸中学校 |

### 道路
- 猪熊通
- 堀川通（京都府道38号京都広河原美山線（鞍馬街道））
- 天神の辻子（堀川通の拡張前に存在した南北の道。旧堀川通）

## 関連資料
- 碓井小三郎「天神北町」『京都坊目誌 上京之部 乾 上巻之首-五』1915年、3頁。doi:10.11501/1210435。